# Benefredo de Sousa
Benefredo de Sousa (Três Corações, 2 de dezembro de 1907 — 2 de outubro de 1996) foi um historiador brasileiro.
Nascido em Três Corações do Rio Verde, no dia 2 de dezembro de 1907, mas registrado erroneamente em 2 de dezembro de 1909. Filho do tropeiro João Bernardino de Sousa e Zulmira dos Santos, mas adotado e criado por sua tia, irmã de seu pai, Bernardina de Sousa Serio, casada com Francisco Menotti Serio, juiz de paz desta cidade por mais de trinta anos. Começou seus estudos em 1916 no primário. Juntamente aos seus estudos, consagrou-se também à música e especialmente ao violino. Em 1925 mudou-se para São Paulo, onde dedicou-se inteiramente a essa arte.
Em fins de 1927, voltou definitivamente à sua terra, passando a viver exclusivamente de música, lecionando e tocando violino. Tomou parte em todos os bons conjuntos musicais organizados no interior e no sul do estado. Coadjuvou na organização dos bons grupos musicais, religiosos e profanos, principalmente em pontos turísticos e estâncias aquáticas, como Lambari, São Lourenço, Caxambu e Cambuquira. Época dos cassinos e jogo franco, teve como companheiros, e foi mesmo acompanhado, pelos maiores da música do seu tempo: Ari Barroso, Joubert de Carvalho, Zequinha de Abreu, Dante Santoro, Luís Americano, Paraíso, Teixeirinha, quase todos cariocas. Os do Cassino Brasil, Jaime Arede, José Benedito e Otacílio, não se falando dos melhores aqui da zona, como José Doce, Mozart, Milani, Dedé, Álvaro Arcanjo e os cantores Sílvio Caldas e Jorge Fernandes.
Em 1942, adquire uma pequena tipografia e inicía-se na vida jornalística e literária. Funda, com Jorge Avelar Neto, o semanário O Três Corações, destacando-se pelo menos três grandes vitórias: o racionamento de sal e açúcar durante a guerra de 1943, a denominação da Rua Cabo Benedito Alves e a construção do Hospital São Sebastião.
Em 1944, casa-se em Aiuruoca com a professora Regina Ematné. Dos sete filhos do casal, cinco sobreviveram: Arabel, formada em Pedagogia e Direito; Bernadette, normalista; José Bernardino, engenheiro civil; Giovanni, agrimensor e Rita de Cássia, Alberto Magno morreu aos dois dias de existência e Júnior, de acidente de automóvel, já engenheiro civil, em 1985.
No ano de 1946, deixou também as artes gráficas, sendo aprovado, com distinção, no concurso para Escrivão do crime da Comarca. O mau estado dos livros e papéis do Fórum deram-lhe a inspiração de reconstituir tudo que fosse de interesse histórico para a cidade.
Ainda em 1943, sucedendo ao poeta e jornalista Oscar Prado, foi nomeado inspetor da escola Normal Sagrada Família. Colaborou e fundou mesmo algumas instituições culturais da sua terra, sendo Secretário, ao mesmo tempo da Associação Comercial, do Atlético e do Clube Três Corações. Organizou e fez entrega à guarda da Prefeitura local, da História Fotográfica de Três Corações, e com Victor Cunha gravou três fitas com a História Musical desta cidade. No terreno cultural, ainda inspirou e colaborou com o Prefeito José Sobrinho, na compra do acervo da família de Marcus Coelho Neto, fundando-se assim a Biblioteca Municipal. Com Jorge Avelar Neto instituiu as festas da cidade em setembro de 1957. Dada a enfermidade do prefeito Odilon, teve a honra de inaugurar o Museu Pelé, com seu próprio depoimento, em 21 de setembro de 1978.
Benefredo de Sousa possui numerosos cartões de prata, diplomas e medalhas de honra ao Mérito, inclusive a de Olavo Bilac, oferecida pela Guarnição Militar de Três Corações. É dos mais antigos filiados à Associação Brasileira de Imprensa, desde 1947, e pertence às Academia Municipalista de Belo Horizonte, Academia Uruguaianense de Letras, Maçonica de Letras, Instituto Histórico e Geografico da Campanha e instituto Histórico e Geográfico de Minas Gerais - correspondente.